# Leonel Galeano
Leonel Galeano  est un footballeur argentin né le 2 août 1991 à Miramar en Argentine. Il joue actuellement au poste de défenseur dans le club du FBC Melgar, au Pérou. 
Il a obtenu sa première sélection en équipe d'Argentine le 10 février 2010 lors d'une victoire 2-1 contre la Jamaïque.

## Palmarès
- Vainqueur de la Copa Sudamericana en 2010 avec le CA Independiente